# Allips
Allips is een monotypisch geslacht van straalvinnige vissen uit de familie van slangalen (Ophichthidae). Het geslacht is voor het eerst wetenschappelijk beschreven in 1972 door McCosker.

## Soort
- Allips concolor McCosker, 1972